# Gijs Van Hoecke
Gijs Van Hoecke (Gante, 12 de novembro de 1991) é um ciclista belga que compete tanto em provas de estrada, quanto de pista.

## Carreira
Em 2011, quando tinha dezenove anos, foi selecionado para participar no Campeonato Mundial UCI de Ciclismo em Pista, onde conquistou a medalha de bronze no omnium masculino. Um ano depois, no Campeonato Mundial em Melbourne, terminou em nono lugar na mesma prova e tornou-se campeão mundial de madison.
Nos Jogos Olímpicos de Verão de 2012 em Londres, fez parte da equipe belga que terminou em nono lugar na perseguição por equipes de 4 km. Já na prova omnium, Van Hoecke foi o décimo quinto colocado. Van Hoecke foi mandado para casa a partir destes Jogos Olímpicos pelo Comitê Olímpico Nacional da Bélgica porque ele embebedou-se, depois que a sua competição havia terminado.
Gijs ganhou a medalha de bronze no madison no Campeonato Europeu em Pista de 2013. Durante o mesmo ano, também venceu sua corrida de seis dias em Amsterdã.
Em 2014, Gijs van Hoecke venceu a corrida de estrada Internationale Wielertrofee Jong Maar Moedig.